# ACS Crișul Chișineu-Criș (handbal feminin)
ACS Crișul Chișineu-Criș este o echipă de handbal feminin din Chișineu-Criș, România, secție a clubului polisportiv ACS Crișul Chișineu-Criș. Echipa a evoluat în Divizia A până în 2020, când a promovat în Liga Națională. Sediul clubului se află pe Strada Primăverii nr.9 din Chișineu-Criș iar culorile oficiale ale clubului sunt alb-albastru.
Pe 16 noiembrie 2020, după disputarea a șase etape din sezonul 2020-2021, noul Consiliu de Administrație al ACS Crișul Chișineu-Criș, constituit prin votul noii majorități politice din oraș. a votat retragerea echipei din Liga Națională, deoarece „bugetul orașului nu suportă susținerea echipei de handbal în Liga Florilor”. Presa și unele sportive, au susținut că handbalistele nu își primiseră salariile de două luni. Potrivit regulamentelor rezultatele din meciurile susținute de ACS Crișul Chișineu-Criș au fost anulate iar contractele încheiate cu sportivele și antrenorii și-au încetat valabilitatea, aceștia putându-se transfera la alte echipe. FRH a decis sancționarea clubului ACS Crișul Chișineu-Criș cu penalitate 10.000 lei, „având drept de înscriere în ultima categorie competițională pentru sezonul următor”. După desființarea echipei de handbal, reorganizarea secției de handbal (despre care nu a oferit informații) și achitarea penalității de 10.000 lei. Crișul Chișineu-Criș a înființat trei secții noi, atletism, tir cu arcul și biliard. De la desființarea echipei pe 16 noiembrie 2020, Crișul Chișineu-Criș nu a înscris o altă echipă de handbal în ediția următoare a Diviziei A, eșalonul valoric secund  al campionatului național de handbal feminin românesc, în care avea drept de înscriere potrivit deciziei FRH.

## Sezoane recente
| Sezon   | Competiție națională | Loc | Cupa României | Supercupa României | Competiție europeană | Competiție europeană |
| ------- | -------------------- | --- | ------------- | ------------------ | -------------------- | -------------------- |
| 2016-17 | DA                   | 11  |               |                    |                      |                      |
| 2017-18 | DA                   | 11  |               |                    |                      |                      |
| 2018-19 | DA                   | 2   |               |                    |                      |                      |
| 2019-20 | DA                   | 3 ✳ |               |                    |                      |                      |
| 2020-21 | LN                   | -✳✳ |               |                    |                      |                      |

✳ Sezonul 2019-2020 al Diviziei A s-a încheiat, din cauza pandemiei de coronaviroză cauzată de noul coronavirus 2019-nCoV (SARS-CoV-2), fără a se mai disputa ultimele etape, cu rămânerea în vigoare a clasamentului valabil la data de 11 martie 2020, când s-a desfășurat ultimul meci, aplicându-se criteriile de departajare finală, iar promovarea în Liga Națională ar fi urmat să se facă în urma disputării unui turneu final, la care participau 8 echipe cel mai bine clasate în seriile Diviziei A. După ce mai multe echipe au renunțat la participarea la turneul final de promovare, în cursă au rămas doar patru echipe care concurau pentru patru locuri de promovare, făcând inutilă organizarea unui turneu. Pentru a decide locul de promovare ocupat de cele patru echipe, FRH a ales tragerea la sorți, care a avut loc pe 21 septembrie 2020.
✳✳ Retrasă din campionat.

## Lotul de jucătoare 2020/21
Componența echipei, pe 16 noiembrie 2020, înaintea retragerii din Liga Națională sezonul 2020-2021
Conform presei:
| Portari - 12 Andreea Nastasă - 19 Nicoleta Pășălan - 79 Ionica Munteanu Extreme Extreme stânga - 03 Bianca Cherecheși - 22 Alexandra Haidu - 62 Carina Ciui Extreme dreapta - 25 Jessica Snakovszki - 27 Andreea Taivan - 99 Milica Golušin Pivoți - 07 Daiana Gaiu - 11 Diana Șamanț - 17 Andriana Naumenko | Centri - 09 Sabine Klimek - 10 Anna Ivanenko - 26 Roxana Boldor Intermediari - 13 Cornelia Vrabie - 15 Loredana Horge - 23 Réka Tamás - 55 Simina Vezențan |

## Banca tehnică și conducerea administrativă
Componența băncii tehnice și a conducerii administrative, pe 16 noiembrie 2020, înaintea retragerii din Liga Națională sezonul 2020-2021
| Nume             | Ocupație       |
| ---------------- | -------------- |
| Sebastian Mann   | Președinte     |
| Florica Boldor   | Delegat        |
| Lucreția Cășuțiu | Manager        |
| Narcis Cîtu      | Antrenor       |
| Nicolae Burda    | Kinetoterapeut |

## Marcatoare în competițiile naționale

### Cele mai bune marcatoare în Liga Națională
| Sezon         | Nume | Goluri |
| ------------- | ---- | ------ |
|               |      |        |
| 2020-21       |      |        |
| Sabine Klimek | 18✳  |        |

### Cele mai bune marcatoare în Cupa României
| Ediție        | Nume | Goluri |
| ------------- | ---- | ------ |
|               |      |        |
| 2018-19       |      |        |
| Sabine Klimek | 16   |        |
|               |      |        |
| 2019-20       |      |        |
| Sabine Klimek | 6    |        |

✳ ACS Crișul Chișineu-Criș s-a retras din campionat după etapa a VI-a din sezonul 2020-2021, iar rezultatele din meciurile susținute de ACS Crișul Chișineu-Criș au fost anulate.